# Список эпизодов телесериала «Убийство» (США)
Список эпизодов американского телесериала «Убийство», основанного на датском одноимённом сериале. Сериал выходил в эфир с 3 апреля 2011 года по 4 августа 2013 года на телеканале AMC и 1 августа 2014 на платформе Netflix.

## Обзор сезонов
| Сезон | Сезон | Эпизоды | Оригинальная дата показа | Оригинальная дата показа | Дистрибьютор |
| Сезон | Сезон | Эпизоды | Премьера сезона          | Финал сезона             | Дистрибьютор |
| ----- | ----- | ------- | ------------------------ | ------------------------ | ------------ |
|       | 1     | 13      | 3 апреля 2011            | 19 июня 2011             | AMC          |
|       | 2     | 13      | 1 апреля 2012            | 17 июня 2012             | AMC          |
|       | 3     | 12      | 2 июня 2013              | 4 августа 2013           | AMC          |
|       | 4     | 6       | 1 августа 2014           | 1 августа 2014           | Netflix      |

## Список серий

### Сезон 1 (2011)
| № общий | № в сезоне | Название                                                               | Режиссёр             | Автор сценария               | Дата премьеры  | Произв. код | Зрители (млн) |
| --- | ---------- | ---------------------------------------------------------------------- | -------------------- | ---------------------------- | -------------- | ----------- | ------------- |
| 1 | 1          | «Пилот» «Pilot»                                                        | Пэтти Дженкинс       | Телесценарий: Вина Суд       | 3 апреля 2011  | 179         | 2,72          |
| В Сиэтле, штат Вашингтон, детектив Сара Линден расследует исчезновение молодой девушки Рози Ларсен. Но существует проблема: тело девушки было найдено в автомобиле, принадлежащем главе городского совета Даррену Ричмонду, что ухудшает его шансы на победу в предстоящих выборах. |            |                                                                        |                      |                              |                |             |               |
| 2 | 2          | «Клетка» «Cage»                                                        | Эд Бьянчи            | Вина Суд                     | 3 апреля 2011  | 101         | 2,72          |
| Полиция опрашивает родителей Рози и её школьных друзей, что приводит детектива Линден к новым доказательствам. |            |                                                                        |                      |                              |                |             |               |
| 3 | 3          | «Дьявол» «El Diablo»                                                   | Гвинет Хордер-Пейтон | Дон Прествич и Николь Йоркин | 10 апреля 2011 | 102         | 2,56          |
| Ричмонд подозревает утечку информации в его команде. Сара разыскивает свидетелей и намечает подозреваемого. В то же время она пытается привыкнуть к работе с новым напарником Холдером.                                                                                             |            |                                                                        |                      |                              |                |             |               |
| 4 | 4          | «Беззвучное эхо» «A Soundless Echo»                                    | Дженнифер Гетзингер  | Су Хью                       | 17 апреля 2011 | 103         | 2,51          |
| Ларсены планируют похороны дочери. Все улики приводят Линден к учителю литературы Рози, Беннету Ахмеду. |            |                                                                        |                      |                              |                |             |               |
| 5 | 5          | «Супер 8» «Super 8»                                                    | Фил Абрахам          | Джереми Донер                | 24 апреля 2011 | 104         | 2,25          |
| Даррен Ричмонд и его команда разрабатывают план по борьбе с преступностью. Стэн обращается к коллеге по работе, Белко Ройсу, за помощью в поиске убийцы Рози. Детективы задают вопросы Беннету Ахмеду и его жене.                                                                   |            |                                                                        |                      |                              |                |             |               |
| 6 | 6          | «То, что осталось» «What You Have Left»                                | Агнешка Холланд      | Ник Пиццолатто               | 1 мая 2011     | 105         | 1,81          |
| Полиция дальше расследует причастность Беннета Ахмеда к убийству, что приводит Ларсенов к мысли, что он является главным подозреваемым. Кандидаты в мэры проводят теледебаты; нынешний мэр предполагает, что Ричмонд причастен к убийству.                                          |            |                                                                        |                      |                              |                |             |               |
| 7 | 7          | «Месть» «Vengeance»                                                    | Эд Бьянчи            | Линда Бёрстин                | 8 мая 2011     | 106         | 1,83          |
| Появляются новые улики против Беннета Ахмеда, но Ричмонд поддерживает его, что приводит к неприятным последствиям. |            |                                                                        |                      |                              |                |             |               |
| 8 | 8          | «Оппозиция» «Stonewalled»                                              | Дэн Аттиас           | Аарон Зелман                 | 15 мая 2011    | 107         | 1,98          |
| Расследование детективов пересекается с федеральным расследованием. Утечка фотографий преступления очень расстраивает Ларсенов. Появляются подозрения о причастности Ричмонда. |            |                                                                        |                      |                              |                |             |               |
| 9 | 9          | «Скрытая тенденция» «Undertow»                                         | Агнешка Холланд      | Дэн Новак                    | 22 мая 2011    | 108         | 1,69          |
| Ордер на арест Беннета Ахмеда отменён. Детективы находят его знакомого и выясняют о непричастности к делу Рози. Стэн Ларсен решается на самосуд. |            |                                                                        |                      |                              |                |             |               |
| 10 | 10         | «Я скажу вам, когда я буду там» «'I'll Let You Know When I Get There'» | Эд Бьянчи            | Николь Йоркин и Дон Прествич | 29 мая 2011    | 109         | 1,97          |
| Детективы находят нового подозреваемого. Митч Ларсен получает странный звонок о семейном бизнесе. Сотрудники команды Ричмонда узнают интересную правду об их боссе. |            |                                                                        |                      |                              |                |             |               |
| 11 | 11         | «Пропавший» «Missing»                                                  | Николь Кассель       | Вина Суд                     | 5 июня 2011    | 110         | 1,98          |
| Расследование заходит в тупик, и детективы занимаются поисками Джека, сына Линден. |            |                                                                        |                      |                              |                |             |               |
| 12 | 12         | «Красное солнце» «Beau Soleil»                                         | Кит Гордон           | Джереми Донер и Су Хью       | 12 июня 2011   | 111         | 1,83          |
| Детективы расследуют связь между убийством и снимками с камер казино. Митч Ларсен узнает, что её муж опустошил свой банковский счет. |            |                                                                        |                      |                              |                |             |               |
| 13 | 13         | «Падение Орфея» «Orpheus Descending»                                   | Брэд Андерсон        | Вина Суд и Ник Пиццолатто    | 19 июня 2011   | 112         | 2,32          |
| Детективы расследуют участие Даррена Ричмонда в деле Рози Ларсен. Митч и Стэн Ларсен обсуждают будущее своей семьи. Белко Ройс принимает меры для защиты Ларсенов и мести. |            |                                                                        |                      |                              |                |             |               |

### Сезон 2 (2012)
| № общий | № в сезоне | Название                                     | Режиссёр        | Автор сценария               | Дата премьеры  | Произв. код | Зрители (млн) |
| --- | ---------- | -------------------------------------------- | --------------- | ---------------------------- | -------------- | ----------- | ------------- |
| 14 | 1          | «Отражение» «Reflections»                    | Агнешка Холланд | Вина Суд                     | 1 апреля 2012  | 201         | 1,80          |
| Линден выясняет, что улики Холдера были поддельными. Белко арестован. Гвен Итон и Джейми Райт узнают, что Ричмонд оправился от операции, но парализован ниже пояса. |            |                                              |                 |                              |                |             |               |
| 15 | 2          | «Мой счастливый день» «My Lucky Day»         | Дэн Аттиас      | Дон Прествич и Николь Йоркин | 1 апреля 2012  | 202         | 1,80          |
| Рюкзак Рози подкинули на порог гаража Ларсена, и Стэн решает, что полиция арестовала не того. Гвен предоставляет больше информации о Ричмонде и ночи убийства. Холдер догадывается, что является пешкой в большой игре. Ричмонд просыпается и узнает, что больше не является подозреваемым, а также о том, что он парализован. |            |                                              |                 |                              |                |             |               |
| 16 | 3          | «Окоченение» «Numb»                          | Брэд Андерсон   | Элиза Кларк                  | 8 апреля 2012  | 203         | 1,81          |
| Сара узнает о рюкзаке Рози. Ричмонд обдумывает своё будущее и борьбу за место мэра. Митч Ларсен уходит из семьи. |            |                                              |                 |                              |                |             |               |
| 17 | 4          | «Оги Джун» «Ogi Jun»                         | Фил Абрахам     | Джереми Донер                | 15 апреля 2012 | 204         | 1,65          |
| Детективы изучают личность хозяина татуировки «Оги». Джейми и Ричмонд обсуждают будущее кампании. Стэн узнает, что он не свободен от своего прошлого. |            |                                              |                 |                              |                |             |               |
| 18 | 5          | «Призраки прошлого» «Ghosts of the Past»     | Эд Бьянчи       | Вэнди Рисс                   | 22 апреля 2012 | 205         | 1,59          |
| Детективы получаю голосовую почту Рози. Митч говорит с девушкой того же возраста, что и Рози. Даррен узнает, кто стоит за его арестом. |            |                                              |                 |                              |                |             |               |
| 19 | 6          | «Открытия» «Openings»                        | Кевин Брэй      | Аарон Зелман                 | 29 апреля 2012 | 206         | 1,35          |
| Детективы находят нового подозреваемого. Прошлое Стэна все еще преследует его. Митч пытается помочь беглой девушке. К Ричмонду неожиданно приходит Гвен. |            |                                              |                 |                              |                |             |               |
| 20 | 7          | «Килила» «Keylela»                           | Николь Кассель  | Дэн Новак                    | 6 мая 2012     | 207         | 1,34          |
| Расследование фокусируется на казино. Возобновление кампании Ричмонда проводит к пресс-конференции со Стэном Ларсеном. |            |                                              |                 |                              |                |             |               |
| 21 | 8          | «Незарезервировано» «Off the Reservation»    | Вина Суд        | Натаниель Халперн            | 13 мая 2012    | 208         | 1,61          |
| Сара отчаянно ищет своего пропавшего напарника. Стэн встречается с людьми, обещающими рассказать ему о Рози за вознаграждение. |            |                                              |                 |                              |                |             |               |
| 22 | 9          | «До свиданья, Гайавата» «Sayonara, Hiawatha» | Фил Абрахам     | Николь Йоркин и Дон Прествич | 20 мая 2012    | 209         | 1,31          |
| Сара находит ключи Рози, которые позволяют получить доступ к десятому этажу казино. Стэн узнает о плохом поведении сына Томми в школе. Митч приходит к биологическому отцу Рози Дэвиду Райнеру. Ричмонд просит владелицу казино, Николь Джексон, помочь полиции.                                                               |            |                                              |                 |                              |                |             |               |
| 23 | 10         | «72 Часа» «72 Hours»                         | Николь Кассель  | Элиза Кларк                  | 27 мая 2012    | 210         | 1,31          |
| Линден попадает в психиатрическую больницу, а Холдер продолжает расследование. Стэн пытается искупить грехи из прошлого. Ричмонд возвращается в предвыборную гонку. |            |                                              |                 |                              |                |             |               |
| 24 | 11         | «Бульдог» «Bulldog»                          | Эд Бьянчи       | Джереми Донер                | 3 июня 2012    | 211         | 1,67          |
| Детективы получают доступ к десятому этажу казино. Стэн Ларсен и Даррену Ричмонд принимают решения, которые влияют на их будущее. |            |                                              |                 |                              |                |             |               |
| 25 | 12         | «Донни или Мари» «Donnie or Marie»           | Кит Гордон      | Аарон Зелман и Вэнди Рисс    | 10 июня 2012   | 212         | 1,84          |
| Детективы находят подозреваемого в штабе Ричмонда. Митч и Стэн Ларсен пытаются восстановить семью. |            |                                              |                 |                              |                |             |               |
| 26 | 13         | «То, что я знаю» «What I Know»               | Пэтти Дженкинс  | Вина Суд и Дэн Новак         | 17 июня 2012   | 213         | 1,45          |
| Джейми рассказывает о своей роли в убийстве Рози Ларсен, однако не раскрывает всего произошедшего и провоцирует Холдера застрелить его. Отчаявшись распутать дело детективы отправляются к Ларсенам, чтобы рассказать о смерти Джейми, и застают там Терри, которая до конца проясняет события трагической ночи.               |            |                                              |                 |                              |                |             |               |

### Сезон 3 (2013)
| № общий | № в сезоне | Название                                                   | Режиссёр       | Автор сценария                | Дата премьеры  | Произв. код | Зрители (млн) |
| --- | ---------- | ---------------------------------------------------------- | -------------- | ----------------------------- | -------------- | ----------- | ------------- |
| 27 | 1          | «Джунгли» «The Jungle»                                     | Эд Бьянчи      | Вина Суд                      | 2 июня 2013    | 301         | 1,76          |
| Холдер работает с новым напарником и готовится к повышению. Линден живёт, казалось бы, счастливой жизнью, работая в паспортном контроле на паромной переправе. Однако обнаруженный Холдером труп, напомнивший о давно закрытом деле, и близкая казнь осуждённого по этому делу Рэя Сьюарда заставляют Линден задуматься о возвращении.                                                                                       |            |                                                            |                |                               |                |             |               |
| 28 | 2          | «То, что вы боитесь больше всего» «That You Fear the Most» | Лодж Керриган  | Дэн Новак                     | 2 июня 2013    | 302         | 1,76          |
| Девушка по кличке Пуля заявляет о пропаже своей подруги, Кэйли Лидз. Сара встречается с бывшим напарником, Джеймсом Скинером, с которым они и посадили Сьюарда. Скинер уверен, что к этому делу не стоит воззвращатсья, но Сара решает навестить Сьюарда, а потом и его маленького сына Эдриана — единственного свидетеля убийства Триши Сьюард. По наводке с его рисунка Линден находит захоронение жертв серийного убийцы. |            |                                                            |                |                               |                |             |               |
| 29 | 3          | «Семнадцать» «Seventeen»                                   | Кари Скогланд  | Элиза Кларк                   | 9 июня 2013    | 303         | 1,47          |
| Скинеру поручают руководить следствием по делу серийного убийцы. Холдер и Линден присоединяются к расследованию. Пуля выводит Холдера на первого подозреваемого. Сара встречается с Эдрианом, и тот просит о встрече с отцом. |            |                                                            |                |                               |                |             |               |
| 30 | 4          | «Попадания в голову» «Head Shots»                          | Майкл Раймер   | Николь Йоркин и Дон Прествич  | 16 июня 2013   | 304         | 1,36          |
| Улики выводят детективов на нового подозреваемого. |            |                                                            |                |                               |                |             |               |
| 31 | 5          | «Испугаться и убежать» «Scared and Running»                | Дэн Аттиас     | Херберт Коулмэн               | 23 июня 2013   | 305         | 1,67          |
| Находят новую жертву маньяка, которой удалось выжить. |            |                                                            |                |                               |                |             |               |
| 32 | 6          | «Отчуждение собственности» «Eminent Domain»                | Кит Гордон     | Дэвид Винер                   | 30 июня 2013   | 306         | 1,37          |
| От выжившей девушки не удаётся ничего добиться. Но Линден сообщает Сьюарду о своих сомнениях насчёт его вины. |            |                                                            |                |                               |                |             |               |
| 33 | 7          | «Надежда убивает» «Hope Kills»                             | Триша Брок     | Бретт Конрад                  | 7 июля 2013    | 307         | 1,62          |
| Детективы вновь меняют подозреваемого. |            |                                                            |                |                               |                |             |               |
| 34 | 8          | «Попытка» «Try»                                            | Лодж Керриган  | Ник Шеф и Аарон Славик        | 14 июля 2013   | 308         | 1,52          |
| Пастор оказывается невиновен. Тем временем Пуля узнаёт личность настоящего убийцы. |            |                                                            |                |                               |                |             |               |
| 35 | 9          | «Расплата» «Reckoning»                                     | Джонатан Демми | Дэн Новак                     | 21 июля 2013   | 309         | 1,35          |
| Пулю убивают. Следствие возвращается к кандидатуре Джо Милза в качестве главного подозреваемого. Появляются, казалось бы, неопровержимые доказательства, но Линден выясняет, что Милз никак не мог быть убийцей. |            |                                                            |                |                               |                |             |               |
| 36 | 10         | «Шесть минут» «Six Minutes»                                | Николь Кассель | Вина Суд                      | 28 июля 2013   | 310         | 1,47          |
| В последний день перед казнью Сара отчаянно пытается спасти Сьюарда, но ей не удаётся даже устроить ему встречу с сыном. |            |                                                            |                |                               |                |             |               |
| 37 | 11         | «Прямиком отсюда» «From Up Here»                           | Фил Абрахам    | Элиза Кларк                   | 4 августа 2013 | 311         | 1,48          |
| Полиция находит новое тело, что ещё больше убеждает детективов в невиновности Милза. Сара также выясняет возможную причину убийства Триши Сьюард. |            |                                                            |                |                               |                |             |               |
| 38 | 12         | «Дорога на Хемлин» «The Road to Hamelin»                   | Дэн Аттиас     | Николь Йоркин и Доун Прествич | 4 августа 2013 | 312         | 1,48          |
| Детективы рассказывают Скинеру, что подозревают кого-то из своих. Вскоре Холдера арестовывают, но Линден выясняет, что причастен сам Скинер. |            |                                                            |                |                               |                |             |               |

### Сезон 4 (2014)
| № общий | № в сезоне | Название                                | Режиссёр         | Автор сценария               | Дата премьеры  | Произв. код |
| --- | ---------- | --------------------------------------- | ---------------- | ---------------------------- | -------------- | ----------- |
| 39 | 1          | «Кровь в воде» «Blood in the Water»     | Николь Кассель   | Вина Суд                     | 1 августа 2014 | 401         |
| После убийства Скиннера детективы Линден и Холдер стараются скрыть следы преступления. Параллельно они получают дело о хладнокровном и жестоком убийстве респектабельной семьи Стенсбери. Основным подозреваемым становится сын главы семьи, Кайл, совершивший попытку самоубийства и в результате травмы потерявший память. |            |                                         |                  |                              |                |             |
| 40 | 2          | «Раскрытие» «Unraveling»                | Лодж Керриган    | Дэн Новак                    | 1 августа 2014 | 402         |
| Линден и Холдер узнают о странном пристрастии старшей дочери Стенсбери; Кайл рассказывает им, что внешнее благополучие семьи было кажущимся и никто на самом деле не был счастлив. Дело «Заклинателя» переходит Реддику. Увидев у дочери Скинера кольцо жертвы, он догадываться, что тот и был заклинателем. Реддик также начинает подозревать, что Скинер не просто пропал. |            |                                         |                  |                              |                |             |
| 41 | 3          | «Хороший солдат» «The Good Soldier»     | Эд Бьянчи        | Николь Йоркин и Дон Прествич | 1 августа 2014 | 403         |
| Детективы узнают о странностях в мировоззрении и поведении родителей Кайла Стенсбери, которые опять же идут вразрез с представлениями о счастливой семье. Линден пытается успокоить дочь Скинера, но только дискредетирует себя. Холдер исповедуется в убийстве на собрании «Анонимных наркоманов», где его подслушивает информатор. |            |                                         |                  |                              |                |             |
| 42 | 4          | «Мечта младенца сон» «Dream Baby Dream» | Грегори Миддлтон | Шон Уайтселл                 | 1 августа 2014 | 404         |
| Информатор передаёт Реддику признание Холдера и тот окончательно уверивается, что Скинера убили и сделали это свои. Детективы тем временем наконец выходят на след кого-то действительно причастного к убийству и выясняют новые подробности о нездоровых пристрастиях матери Кайла. Реддик находит новое захороронение в озере и труп Скинера там же. |            |                                         |                  |                              |                |             |
| 43 | 5          | «Правда отдельно» «Truth Asunder»       | Коки Гедройц     | Дэн Новак                    | 1 августа 2014 | 405         |
| По делу Стенсбери нет никаких новых зацепок. Реддик пытается давить на Сару и Стивена, но у него нет прямых доказательств и детективы игнорируют его распросы. Кайл начинает вспоминать произошедшее в ночь убийства, а также понимает, что суперинтердант его военной академии является его биологической матерью, и убегает из казармы. |            |                                         |                  |                              |                |             |
| 44 | 6          | «Эдем» «Eden»                           | Джонатан Демми   | Вина Суд                     | 1 августа 2014 | 406         |
| Сара прячет Кайла у себя дома, где он окончательно всё вспоминает. Суперинтендант убивает двоих свидетелей и пытается взять на себя убийство семьи Стенсбери. Кайл рассказывает правду о произошедшем в ночь убийства. Линден признаётся Реддику в убийстве Скинера, но её признание игнорируют, поскольку дело может обернуться политическим скандалом. Проходят годы. У Холдера дочь, но похоже, что он разведён. Линден возвращается в Сиетл проездом, встречается с Холдером и всё же решается остаться в городе. |            |                                         |                  |                              |                |             |